# 5616 Vogtland
5616 Vogtland là một tiểu hành tinh vành đai chính với chu kỳ quỹ đạo là 1560.1908633 ngày (4.27 năm).
Tiểu hành tinh was được phát hiện ngày 29 tháng 9 năm 1987.